# Battaglia di Gravelotte
La battaglia di Gravelotte (bataille de Saint-Privat per i francesi) fu combattuta il 18 agosto 1870 e rappresentò durante la guerra franco-prussiana l'estremo tentativo dell'armata francese del Reno, al comando del maresciallo François Achille Bazaine, di tenere aperta una via di comunicazione con il resto dell'esercito imperiale radunato a Châlons-en-Champagne al comando del maresciallo Patrice de Mac-Mahon.
Al termine della battaglia le forze del maresciallo Bazaine, costituite dai reparti migliori dell'esercito francese, finirono per ripiegare verso la fortezza di Metz, dove sarebbero rimaste assediate fino alla resa di tutte le truppe, alla fine di ottobre 1870. Nell'evolversi degli eventi che porteranno all'irreversibile accerchiamento dei francesi, giocarono un ruolo determinante gli errori tattici e la scarsa risolutezza del comandante in capo, nonostante questi avesse inflitto gravi perdite alle forze prussiane del feldmaresciallo Von Moltke, che sferrarono ripetuti, ma inefficaci, attacchi frontali.
La battaglia di Gravelotte, teatro di aspri e sanguinosi scontri, costituì un momento decisivo della campagna a favore dell'esercito prussiano.

## La situazione
Nell'agosto del 1870, l'esercito francese era diviso in due corpi principali: l'armata di Patrice de Mac-Mahon, concentrata a Châlons-en-Champagne (presso la quale si era trasferito lo stesso Napoleone III), e l'armata del Reno, guidata dal maresciallo di Francia François Achille Bazaine.
Bazaine aveva dato ordine di allontanarsi dalla piazzaforte di Metz e di ricongiungersi a Châlons, passando per Verdun. Tale ricongiungimento era reso tanto più importante, quanto più i francesi avevano sventato appena pochi giorni prima un tentativo di accerchiamento da parte delle armate di Von Moltke e avevano saputo respingere i prussiani. Bazaine agì, tuttavia, con una certa lentezza.
Il 15 agosto la via per Verdun era stata sbarrata dalla seconda armata prussiana del principe Federico Carlo. I francesi resistettero all'assalto prussiano il 16 agosto nella battaglia di Mars-la-Tour (villaggio situato a circa 15 km a sud di Metz), riportando una vittoria che avrebbe virtualmente consentito di azzardare un'evasione dalla "tasca della Mosella", qualora però Bazaine avesse, nel corso dello scontro, preso una qualunque iniziativa contro le truppe del generale Constantin von Alvensleben, ma ciò non accadde e il maresciallo si limitò, all'opposto, a uno sterile immobilismo, che fece dello scontro di Mars-la-Tour una vittoria incompleta.
Nei due giorni successivi Bazaine non fece alcun tentativo d'interferire con la marcia dei numerosi corpi prussiani che andavano aggiungendosi alla seconda armata, in preparazione della prossima battaglia. Così facendo, Bazaine concesse ai prussiani di tagliare la strada di Châlons, separando definitivamente i due tronconi principali dell'esercito francese: l'armata di Bazaine a Metz e quella di Mac-Mahon a Châlons.
Tutto ciò diede modo ai prussiani di riorganizzarsi e soprattutto di riprendere l'iniziativa. D'altra parte, già la battaglia di Mars-la-Tour aveva preso avvio da un attacco prussiano. Dal canto suo, Bazaine riteneva di aver raggiunto una posizione forte, appoggiandosi alle fortificazioni di Metz, da lui sicuramente valutate più solide e "rassicuranti" di quanto realmente fossero. Ma il caso della sorte dell'armata del Reno non riguardava la solidità delle mura e degli strumenti di difesa, bensì la minaccia dell'attanagliamento. Il successivo evolversi degli eventi avrebbe dimostrato come la strategia più corretta sarebbe stata rappresentata, piuttosto, dalla riunificazione dell'armata di Bazaine, di Mac-Mahon e delle riserve in corso di mobilitazione.
Con Bazaine auto-condannatosi a una battaglia di contenimento, l'obiettivo minimo prussiano consisteva nella neutralizzazione o nell'immobilizzazione (circostanza che poi si verificherà conducendo all'irreversibile imbottigliamento nella capitale lorenese) dell'armata del Reno, in modo da poter procedere verso l'ormai isolato Mac-Mahon, il quale rimase anch'egli vittima di avvolgimenti e manovre a tenaglia. Meglio ancora, nelle speranze dello stato maggiore tedesco, se tale neutralizzazione si fosse tradotta in una definitiva eliminazione.

## La battaglia

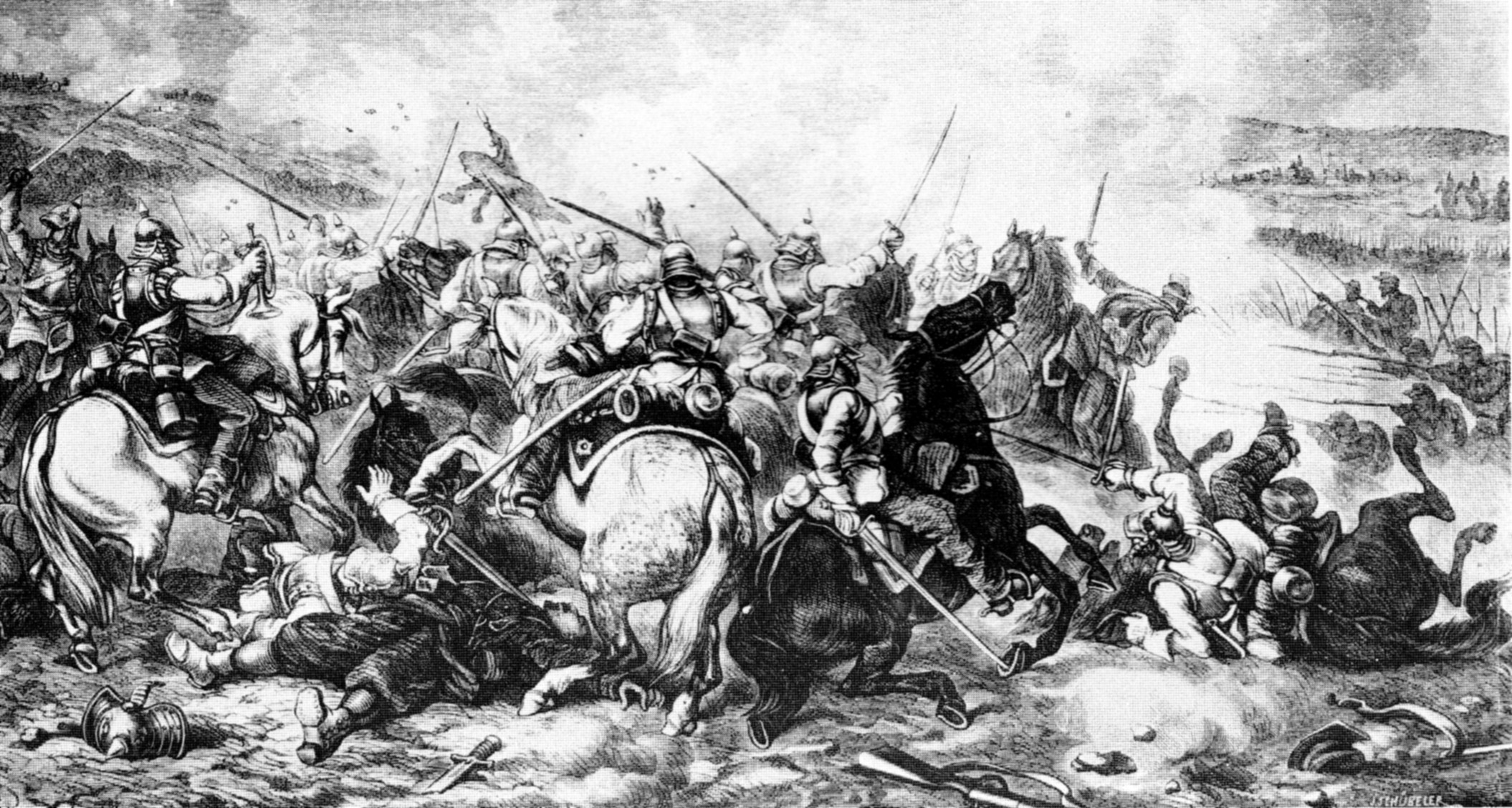
Massacro di Cuirassiers a Gravelotte, opera di Juliusz Kossak

### Gli attacchi frontali

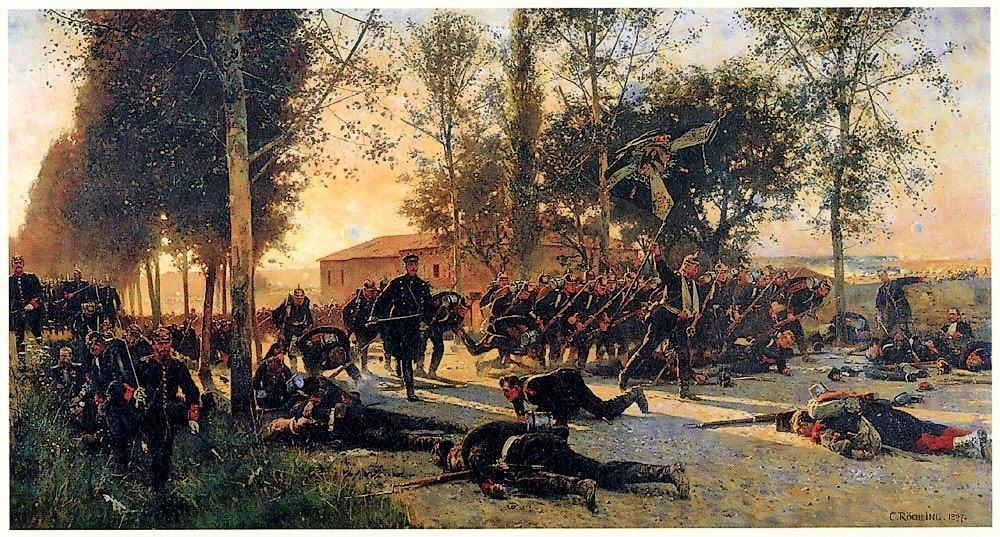
Carl Röchling, Carica della fanteria prussiana

Mappa animata della fase dello schieramento e dello scontro.

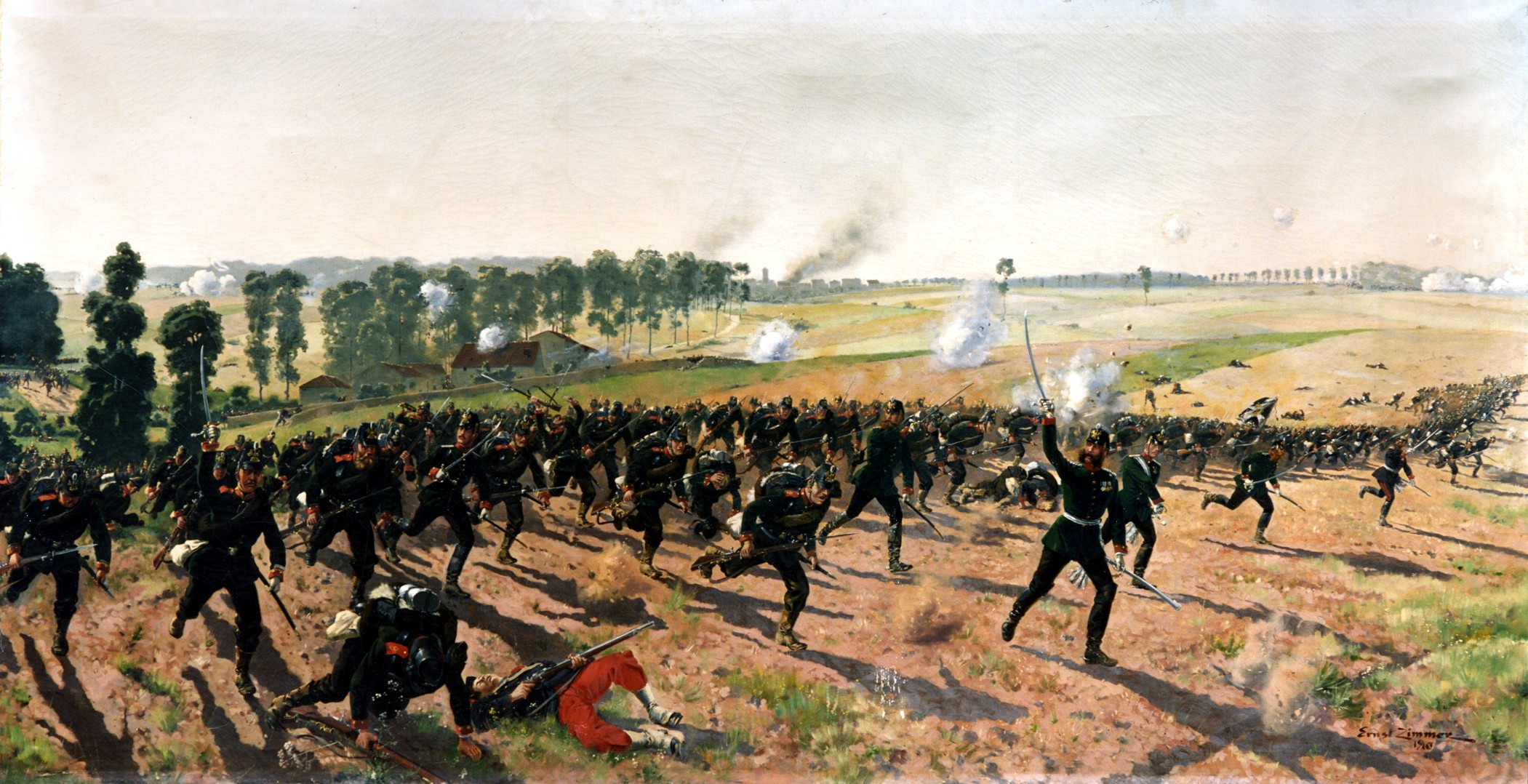
Il "9º battaglione fucilieri di Lauenburg" a Gravelotte, dipinto di Ernst Zimmer

Il 18 agosto, l'armata francese del Reno era addossata ai forti di San Quintino e di Plappeville, fra i villaggi di Rozérieulles e Saint-Privat (dal quale prende il nome la battaglia di Gravelotte nella tradizione francese). Il capo di Stato Maggiore prussiano, Helmuth von Moltke, comandò alla battaglia la prima armata di von Steinmetz e la seconda armata del principe Federico Carlo, che era stata battuta di Bazaine due giorni prima alla battaglia di Mars-la-Tour.  Presero inoltre parte allo scontro Augusto di Württemberg alla testa della Guardia prussiana, e il XII corpo sassone al comando del principe Alberto di Sassonia.
Alle 8 i tedeschi iniziarono l'avanzata verso le posizioni francesi. Alle 12 il generale Manstein e il IX corpo assiano, il più vicino alle linee nemiche, iniziò i combattimenti tra Gravelotte e Vernéville, esplodendo i primi colpi d'artiglieria. Le truppe prussiane continuarono l'avanzata fino a quando il IX corpo di Manstein incontrò le prime formazioni francesi, mentre più a sud il VII e l'VIII corpo, nei pressi di Gravelotte, affrontavano i soldati del II corpo di Frossard. Nelle fasi che precedettero l'inizio della battaglia le forze germaniche erano disposte in questo modo: il Principe Augusto si trovava con la Guardia a Doncourt, Alberto di Sassonia era situato presso Jarny, il generale Konstantin von Voights-Rhetz a Ville-sur-Yron al comando del X corpo, Constantin von Alvensleben alla guida del III corpo poco fuori di Mars-la-Tour, August von Goeben e l'VIII corpo a Rezonville e il generale Dietrich von Zastrow con il VII corpo in prossimità di Vaux vicino alle posizioni di Bazaine. I francesi invece si trovavano raccolti all'interno di una lunga cintura difensiva tra Saint-Privat, a nord e il piccolo borgo di Sainte-Ruffine a sud, molto prossimo alla sponda della Mosella. A Plappeville, tra l'omonimo forte e San Quintino, si trovava il quartier generale francese, mentre la Guardia Imperiale di Bourbaki, in posizione arretrata, costituiva la riserva.

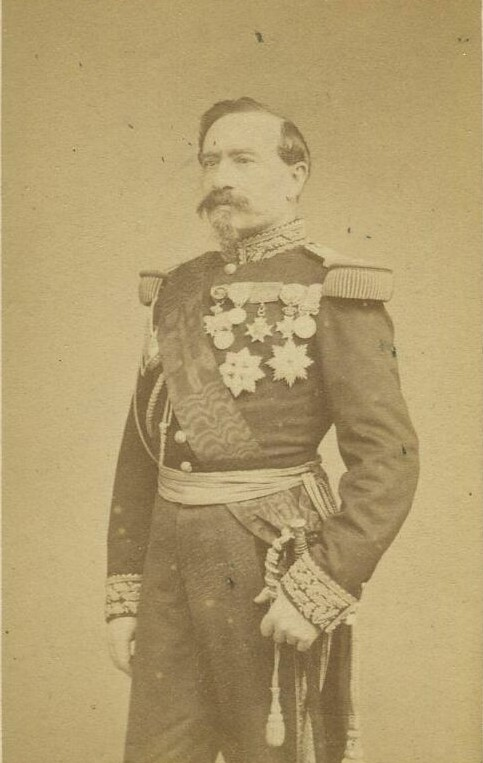
Charles Denis Bourbaki, comandante della Guardia Imperiale durante la battaglia

Le posizioni francesi erano ben difese da trincee e fossati, che proteggevano e mascheravano il nutrito corpo di artiglierie e mitragliatrici. Dopo l'esplosione delle prime cannonate Steinmetz, disobbedendo alle indicazioni di Von Moltke, ordinò a Zastrow e a Goeben di partecipare all'avanzata imboccando una stretta strada lastricata che conduceva da Gravelotte a Metz. Tale itinerario, immerso nella Mance Ravine (un burrone che correva da nord a sud della zona dello scontro), si dirigeva fin dentro le parti molli delle difese Frossard a Point du Jour e Moscou. Gli attacchi del VII e dell'VIII corpo diretti ad est contro le difese di Frossard si risolsero in un completo insuccesso. Il fuoco delle mitrailleuse, dei cannoni e degli Chassepot ebbe la meglio sui prussiani vacillanti.

### Fallimento della Guardia prussiana
La Guardia reale prussiana intanto aveva raggiunto Amanvillers e i sassoni si apprestavano a prendere posizione sulla loro sinistra presso Sainte-Marie-aux-Chênes, dove si collocarono alle 3,30 del pomeriggio. I sassoni e la Guardia assemblarono insieme il loro potenziale di artiglieria composto da 180 cannoni. L'impatto di questa forza fu devastante. Mentre il corpo sassone si mosse verso Roncourt, dove colpì il fianco delle truppe di Canrobert, 270 cannoni iniziarono a colpire pesantemente Saint-Privat e Amanvillers e circa 20 000 proiettili deflagrarono sulle posizioni francesi durante tutto il pomeriggio fino alla sera. Alla fine della battaglia si calcolò una percentuale intorno al 70% di vittime causate dalle bocche da fuoco prussiane (parallelamente i famigerati Chassepot francesi mieterono la stessa percentuale di morti tra i prussiani).
Alle 5 del pomeriggio un assalto frontale verso Saint-Privat condotto dalla Guardia prussiana di Augusto di Württemberg, venne respinto con gravi perdite (a sera si contarono 8000 morti e feriti tra la guardia, con una consistenza di caduti vicina a quella disastrosa dei sudisti nel terzo giorno della battaglia di Gettysburg). L'attacco, sferrato in modo precipitoso, forse per anticipare l'arrivo dei sassoni e assicurare gli allori della vittoria alla Guardia, fu frammentario e inadeguato perché operato a scaglioni e condotto con uno schieramento troppo serrato. Saint-Privat si tramutò nella "tomba della Guardia prussiana". Le difese francesi, nonostante questo, apparivano ormai in difficoltà. In più, il maresciallo Bazaine non inviò alcuna riserva a Canrobert, ignorandone le richieste di supporto, soprattutto sul lato destro a Saint-Privat, il punto di maggiore debolezza francese.

### Vittoria finale tedesca e ritirata francese

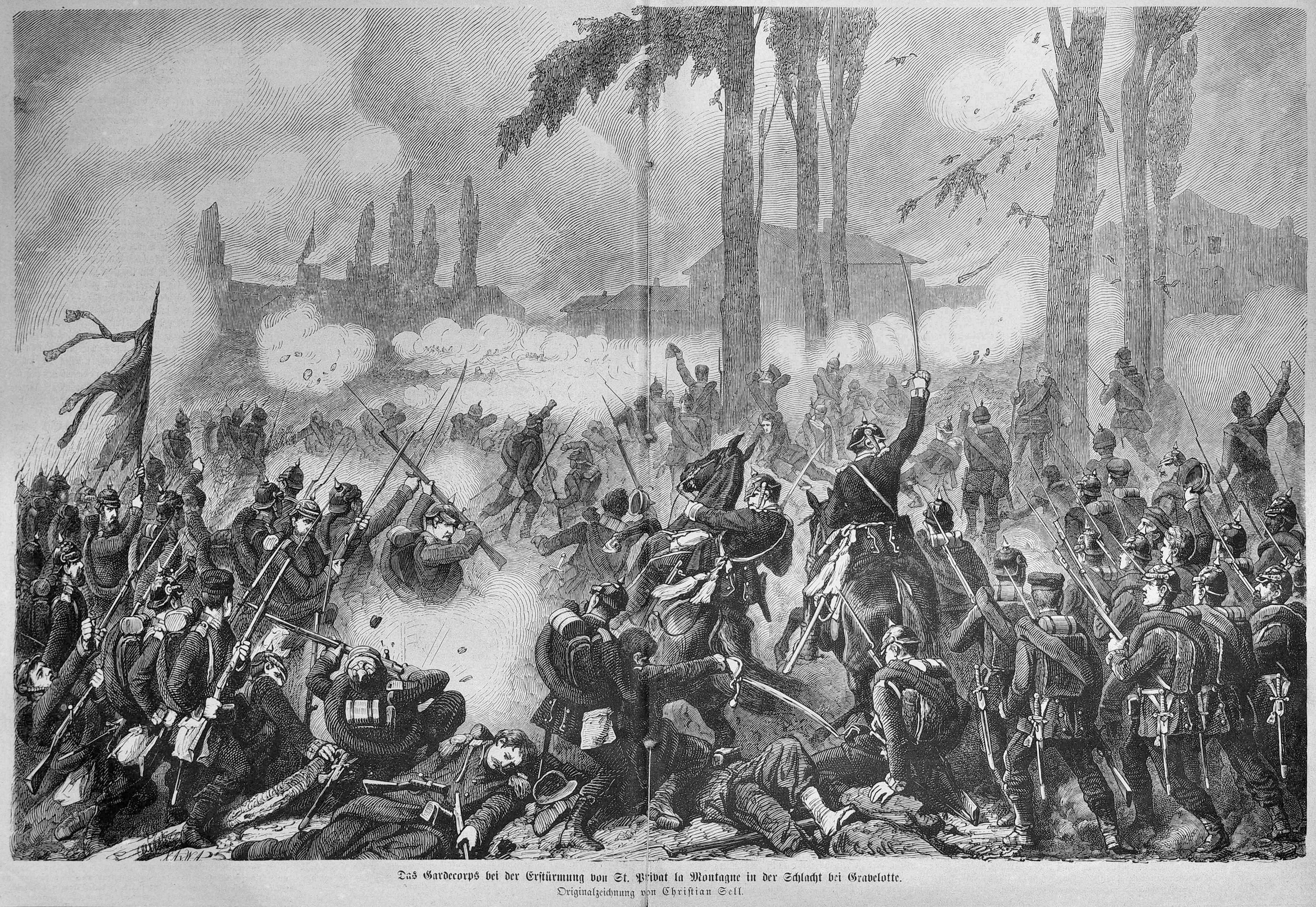
La Guardia reale prussiana conquista all'arma bianca il cimitero di Saint-Privat, durante la fase finale della battaglia.

La Guardia imperiale guidata di Bourbaki non sapeva se fornire supporto a Ladmirault o a Canrobert, che avevano entrambi iniziato a cedere le loro posizioni ai prussiani. Il comandante della riserva era fortemente disorientato e ricevette vaghe indicazioni da Bazaine. Inviò anche un messaggero, il capitano Louis de Beaumont, per chiedere al maresciallo se sul fianco sinistro la condizione dell'armata fosse a rischio, di modo che, qualora Bazaine lo avesse rassicurato sulla solidità di quel settore, egli avrebbe potuto inviare la riserva ad Amanvillers e Saint-Privat.
Bazaine comunicò che non c'era alcun rischio su quel fronte. Alla fine Bourbaki inviò una divisione a Ladmirault, ma i rinforzi apparvero tardivi e insufficienti. Egli con 30 000 uomini e 120 cannoni poté fare poco o nulla per i restanti corpi bisognosi di rinforzi. Verso le 6:45 Bourbaki, che aveva iniziato la marcia verso i luoghi dei combattimenti, uscito da una zona boscosa e osservato lo scenario di fronte a lui,  poté considerare realizzati i suoi peggiori timori: un numero imprecisato di soldati francesi infatti si muoveva in preda al panico verso la sua posizione. Per la loro consistenza i fuggiaschi intralciarono il cammino degli uomini del comandante della Guardia, il quale, sconvolto per il coinvolgimento del suo corpo nella fuga, decise definitivamente di ritirare le sue forze dalla battaglia.
Le truppe di Ladmirault e Canrobert, nel frattempo, iniziarono a cedere di fronte all'inarrestabile avanzata dei prussiani, proveniente dal centro e dalla destra. Verso sera, il XII corpo sassone eseguì finalmente la prevista manovra aggirante sulla destra francese e finì per sbaragliare lo schieramento nemico nel settore, costringendo al ripiegamento il VI corpo francese, seguito dal IV: il IV corpo fu favorito nella ritirata dall'oscurità, mentre il VI corpo con tutta la massa di uomini, carri e cavalli fu costretto ad intraprendere la strada in direzione di Woippy e Metz. Dopo una lunga serie di sanguinosi scontri corpo a corpo, Saint-Privat venne infine conquistata dalla Guardia prussiana. Alcuni combattimenti infuriarono all'interno del villaggio e nel cimitero (conquistato all'arma bianca dal 4º reggimento a piedi della Guardia) della città.
Verso le 21:30 con il re Guglielmo e il suo seguito che procedevano per Rezonville, i combattimenti cessarono per il calare delle tenebre.

## Bilancio e inizio dell'assedio
La condotta di Bazaine nel corso della battaglia era apparsa disastrosa agli occhi dei suoi ufficiali. Quando questi gli chiedevano istruzioni, Bazaine si limitava a invitarli a difendere posizioni che, a suo dire, risultavano "molto forti". Verso le 5 del pomeriggio, mentre infuriava la battaglia a Gravelotte e la Guardia prussiana lanciava i suoi ostinati e sanguinosi assalti su Saint-Privat, Bazaine spediva messaggi autocelebratori al ministro degli interni a Parigi. Nelle ore decisive della battaglia il comandante dell'armata del Reno era addirittura intento a discutere con l'imperatore sugli approvvigionamenti destinati a Verdun. La decisione di Bourbaki di non prendere parte alla battaglia in modo attivo, ed anzi di arretrare anch'egli insieme al resto dell'esercito francese, aveva suggellato la vittoria prussiana.
Dal punto di vista tattico, i metodi adottati dalle fanterie tedesche, e soprattutto dalla Guardia prussiana, si rivelarono particolarmente inadatti e inefficaci a superare le difese francesi, a causa anche della solidità delle posizioni fortificate e della superiorità dei fucili Chassepot e delle mitragliatrici. Le perdite furono molto elevate e la grandezza di esse impose una revisione delle tattiche: la Guardia prussiana apprese dai suoi errori e a Sedan prima, e soprattutto a Le Bourget poi, adottò schieramenti molto meno serrati, ricorrendo all'impiego dell'ordine sparso, allo sfruttamento della copertura reciproca e all'utilizzo delle irregolarità del terreno.
Il giorno dopo lo scontro, Bazaine si ritirò su Metz, rinunciando a difendere la linea tenuta la mattina precedente. Ciò permise ai prussiani di completare l'accerchiamento della roccaforte il 20 agosto. L'armata del Reno, ormai priva di ogni via di fuga, irrevocabilmente tagliata fuori rispetto al resto delle forze francesi, fu circondata e assediata a Metz.